# Campionati europei di tuffi 2015 - Piattaforma 10 metri sincro femminile
La gara dei tuffi dalla piattaforma 10 metri sincro femminile dei campionati europei di tuffi 2015 si è svolta presso la  Piscina Nettuno di Rostock in Germania e vi hanno preso parte 5 coppie atlete, provenienti da altrettante nazioni.

## Medaglie
| Posizione | Atleti                                | Paese         |
| --------- | ------------------------------------- | ------------- |
| Oro       | Yulia Timoshinina Ekaterina Petukhova | Russia        |
| Argento   | Georgia Ward Robyn Birch              | Gran Bretagna |
| Bronzo    | Villő Kormos Zsófia Reisinger         | Ungheria      |

## Risultati
| Class   | Tuffatori                             | Nazionalità   | Qualificazione | Qualificazione | Finale | Finale |
| Class   | Tuffatori                             | Nazionalità   | Punti          | Class          | Punti  | Class  |
| ------- | ------------------------------------- | ------------- | -------------- | -------------- | ------ | ------ |
| Oro     | Yulia Timoshinina Ekaterina Petukhova | Russia        | 295,89         | 2              | 319,20 | 1      |
| Argento | Georgia Ward Robyn Birch              | Gran Bretagna | 295,98         | 1              | 310,74 | 2      |
| Bronzo  | Villő Kormos Zsófia Reisinger         | Ungheria      | 268,56         | 3              | 291,72 | 3      |
| 4       | My Phan Maria Kurjo                   | Germania      | 266,10         | 5              | 290,13 | 4      |
| 5       | Ganna Krasnoschlyk Wlada Tazenko      | Ucraina       | 266,67         | 4              | 281,16 | 5      |